# Безродненские пещеры
Безродненские пещеры — рукотворные пещерные комплексы, вырытые представителями секты еноховцев (нововеров, назореев, пещерников) в разных селениях, в основном неподалёку от села Безродное (в настоящее время — город Волжский Волгоградской области).

## История
Основатель и глава секты еноховцев — Андрей Лукьянов Черкасов, крестьянин родом из села Верхне-Ахтубинского (Безродного) Царевского уезда Астраханской губернии. Секта названа по имени Еноха — потомка Адама, особо почитаемого её членами, пришествия которого вместе с Илиёй Пророком они ожидали. Начавшись с небольшого хода, ведущего из землянки Черкасова в пещеру, обставленную иконами, Безродненские пещеры постепенно, в течение нескольких лет, были развиты во внушительную сеть. Они копировали некоторые элементы Киево-Печерской лавры. Молитвенные залы обкладывались для прочности кирпичом. В стенах были ниши с лавками для еноховцев, приходивших сюда умирать. В пещерах были установлены иконы и негасимые лампадки. Численность секты в 1896—1899 годах превышала 100 человек. В 1952 году секта еноховцев фиксируется как ещё существующая.

### Научная
- Марченко, А. Н. История села Безродного // Город Волжский в зеркале истории: к 50-летию города: материалы научно-практической конференции, г. Волжский, 19 марта 2004 г. / [отв. за вып. М. М. Гузеев и др.] — Волгоград, 2004. — С. 35-41.
- Полева Ю. В. Культовое пещерокопательство как форма сохранения гонимых конфессиональных групп на террит. Саратовской и Астраханской епархий // Вестник Волгоградского государственного университета. Серия 4: История. Регионоведение. Международные отношения. — ВолГУ, 2008. — № 1. — С. 27—31.

### Публицистика
- Афанасьева Т. «Не подобает в церкви метания творить» // Отчий край. — 1997. — № 4. — С. 229—233
- Башлыкова Т. А. Были заволжского края: исторические очерки. — Волгоград: Комитет по печати и информации, 1999. — 264 с.: ил. (Загадочные пещеры: с. 183—196)
- Башлыкова Т. А. Волжскому 50: хроника, события, судьбы. — Волгоград: Издатель, 2003. — 448, [1] с.: цв. ил. (Село Безродное, пещеры: с. 9 — 11)
- Белимов Г. С. Загадочный Волжский. — Волгоград : Издатель, 2009. — 382, [2] с. : ил.
- Белимов Г. С. Загадка старых подземелий // МИГ. — 1994. — 16 марта. — С. 3
- Коробов А. Катакомбы под городом // Новая газета. — 1990. — 7 декабря. — С. 10.
- Коробов А. Безрожненские находки // Новая газета. — 1991. — 21 марта. — С. 7.
- Подземелья в центре Волжского, вырытые в 1861 г.] // Городские вести. — 1992. — 12 сентября. — С. 12.
- Фадеев Д. Тайны подземелий // Отчий край. — 1995. — № 3. — С. 248—249